# Don Airey
Donald Smith "Don" Airey (Sunderland, 21. lipnja 1948.), britanski je klavijaturist i glazbenik, koji je 2002. godine zamijenio Jona Lorda u hard rock skupini Deep Purple. Imao je vrlo dugu i uspješnu glazbenu karijeru tijekom koje je svirao s mnogim glazbenicima i sastavima poput Garyja Moora, Ozzyja Osbournea, Judas Priesta, Black Sabbatha, Jethro Tulla, Whitesnakea, Colosseum II, Sinnera, Michaela Schenkera, Ulia Jona Rotha, Rainbowa, Divljih jagoda i Living Louda, a također je radio i s britanskim skladateljem Andrewom Lloydom Webberom.

## Životopis

### Rano doba
Don Airey bio je inspiriran svojim ocem, Normanom Aireyom, te je ljubav prema glazbi dobio već u mlađoj dobi, a sa sedam godina je učio svirati klasičnu glazbu na klaviru. On je svoju ljubav prema glazbi nastavio na školovanju u 'University of Nottingham', a diplomirao je na ' Royal Northern College of Music'.

## Glazbena karijera

### 1970-te
Godine 1974. preselio se u London i pridružio se sastavu 'Cozy Powell's Hammer'. Don radi na nekoliko albuma solo glazbenika i sudjeluje 1978. godine na snimanju albuma Never Say Die! od Black Sabbatha. Ubrzo nakon toga, on se pridružio gitaristi Ritchieu Blackmoreu u sastav Rainbow, a sudjeluje također na Gary Mooreovom solo prvijencu Back On The Streets. Zajedno s Rainbowom snimio je dva hit albuma, Down to Earth i Difficult to Cure. Don je također bio dio vrlo utjecajne jazz-rock skupine 'Colosseum II', s Jonom Hisemanom, Garyem Mooreom i Johnem Moleom.

### 1980-te
U 1980. godini, Airey je svirao na Ozzy Osbourneovom prvom solo albumu The Blizzard of Ozz, koji je poznat po kratkom gotičkom uvodu u skladbi "Mr. Crowley". Po odlasku iz sastava Rainbow 1981. godine, Airey zajedno s Ozzy Osbourneom u sljedeće tri godine snima albume Bark at the Moon i Speak of the Devil. Airey se 1987. godine pridružio skupini Jethro Tull, kako bi svirao na njihovoj glazbenoj turneji Crest of a Knave. Iste godine zajedno s Whitesnakeom objavljuje multi-platinasti album Whitesnake, na kojemu je Airey svirao klavijature (ovaj album je u Europi poznata kao 1987.). Ubrzo nakon toga napustio je sastav kako bi snimio solo album K2.

### 1990-te
U prvoj polovici 1990-ih Donov sin pati od ozbiljne bolesti, pa je njegova glazbena karijera uglavnom mirovala u tom razdoblju.
Godine 1997. aranžira i svira skladbu "Love Shine a Light" od pop rock sastava 'Katrina and the Waves', te predvodi orkestar na izboru za Pjesmu Eurovizije, a ova pjesma je pobijedila.
Radi zajedno s Bruceom Dickinsonom (pjevačem sastava Iron Maiden), na njegovom solo albumu gdje svira klavijature u skladbi "Darkness Be My Friend". Airey također svira klavijature na prvom solo albumu sastava 'At Vance' pod nazivom Sunset Cruise. 2006. godine Airey sudjeluje na svim skladbama Gary Mooreovom izdanja Old New Ballads Blues.

### Deep Purple
Od 2001. godine, Airey je gotovo u mirovini, ali se ipak pridružio sastavu Deep Purple kako bi zamijenio Jona Lorda. Kada je postalo jasno da se Lord neće vratiti u sastav, Airey je u ožujku 2002. godine postao član Deep Purplea. Zajedno s njima objavio je dva studijska albuma Bananas i Rapture of the Deep.

## Osobni život
Airey živi sa svojom suprugom Doris, i njihove troje djece na jugozapadu Cambridgeshirea. Trenutno je zauzet pisanjem knjige o svojim glazbenim iskustvima i poslovanjima.

## Diskografija
- 1974. - Cozy Powell - "Na Na Na" (singl)
- 1976. - Babe Ruth - Kid's Stuff
- 1976. - Colosseum II - Strange New Flesh
- 1977. - Colosseum II - Electric Savage
- 1977. - Colosseum II - War Dance
- 1977. - Andrew Lloyd Webber - Variations
- 1978. - Jim Rafferty - Don't Talk Back
- 1978. - Strife - Back to Thunder
- 1978. - Black Sabbath - Never Say Die!
- 1979. - Gary Moore - Back on the Streets
- 1979. - Rainbow - Down to Earth
- 1979. - Cozy Powell - Over the Top
- 1980. - Michael Schenker Group - The Michael Schenker Group
- 1980. - Bernie Marsden - And About Time Too
- 1981. - Ozzy Osbourne - Blizzard of Ozz
- 1981. - Cozy Powell - Tilt
- 1981. - Rainbow - Difficult to Cure
- 1981. - Rainbow - Final Vinyl (kompilacijski album - 1986.)
- 1982. - Gary Moore - Corridors of Power
- 1982. - Gary Moore - Rockin' Every Night
- 1983. - Ozzy Osbourne - Bark at the Moon
- 1984. - Gary Moore - Dirty Fingers
- 1985. - Alaska - The Pack
- 1985. - Phenomena - Phenomena
- 1985. - Gary Moore - Run For Cover
- 1986. - Zeno - Zeno
- 1987. - Thin Lizzy - Soldier of Fortune (compilation)
- 1987. - Whitesnake - Whitesnake
- 1987. - Divlje jagode - Wild Strawberries
- 1988. - Fastway - Bad Bad Girls
- 1988. - Jethro Tull - 20 Years of Jethro Tull
- 1989. - Don Airey - K2
- 1989. - Gary Moore - After the War
- 1989. - Whitesnake - Slip of the Tongue
- 1990. - Perfect Crime - Blond on Blonde
- 1990. - Jagged Edge - You Don't Love Me
- 1990. - Judas Priest - Painkiller
- 1990. - Forcefield - IV - Let the Wild Run Free
- 1990. - Tigertailz - "Love Bomb Baby"
- 1992. - Cozy Powell - Let the Wild Run Free
- 1992. - UFO - High Stakes and Dangerous Men
- 1992. - Anthem - Domestic Booty
- 1992. - Kaizoku - Kaizoku
- 1993. - Brian May - Back to the Light
- 1994. - Graham Bonnet - Here Comes the Night
- 1994. - The Kick - Tough Trip Thru Paradise
- 1994. - Gary Moore - Still Got the Blues
- 1994. - Katrina and the Waves - Turnaround
- 1997. - Quatarmass II - Long Road
- 1997. - Glen Tipton - Baptizm of Fire
- 1998. - Colin Blunstone - The Light
- 1998. - Crossbones - Crossbones
- 1998. - The Cage - The Cage
- 1998. - Olaf Lenk - Sunset Cruise
- 1998. - Eddie Hardin - Wind in the Willows (live)
- 1998. - The Snakes - Live in Europe
- 1999. - Millennium - Millennium
- 2000. - Micky Moody - I Eat Them for Breakfast
- 2000. - Silver] - Silver
- 2000. - Uli Jon Roth - Transcendental Sky Guitar
- 2000. - Olaf Lenk's F.O.O.D. - Fun Stuff
- 2000. - Ten - Babylon AD
- 2000. - Company of Snakes - Burst The Bubble
- 2001. - Mario Fasciano - E-Thnic
- 2001. - Judas Priest - Demolition
- 2001. - Silver - Dream Machines
- 2001. - Rolf Munkes' Empire - Hypnotica
- 2001. - Company of Snakes - Here They Go Again
- 2002. - Metalium - Hero Nation Chapter Three
- 2002. - Bernie Marsden - Big Boy Blue
- 2002. - Bruce Dickinson - Tattooed Millionaire
- 2002. - Rolf Munkes' Empire - Trading Souls
- 2003. - Deep Purple - Bananas
- 2003. - Living Loud - Living Loud
- 2003. - Silver - Intruder
- 2005. - Deep Purple - Rapture of the Deep
- 2006. - Gary Moore - Old New Ballads Blues
- 2008. - Don Airey - Light In The Sky
- 2008. - Judas Priest - Nostradamus

## Vanjske poveznice
- Službene stranice Dona Aireya  Arhivirana inačica izvorne stranice od 14. lipnja 2012. (Wayback Machine)